# Usha Vanceová
Usha Chilukuri Vanceová (nepřechýleně: Vance, telugsky ఉషా చిలుకూరి వాన్స్, rodným jménem Usha Bala Chilukuri; * 6. ledna 1986 San Diego) je americká právnička, od ledna 2025 druhá dáma Spojených států amerických z titulu manželky viceprezidenta J. D. Vance. Stala se tak první asijskou Američankou a hinduistkou v této funkci.

## Mládí a vzdělání
Usha Bala Chilukuri se narodila 6. ledna 1986 v kalifornském San Diegu do rodiny indických Telugů. Její otec Krish je strojní inženýr a přednáší na Státní univerzitě v San Diegu a matka Lakshmi je molekulární bioložka. Oba rodiče pocházejí z indického státu Ándhrapradéš. Do Spojených států amerických se přistěhovali v 80. letech 20. století.
V roce 2004 absolvovala střední školu. Kamarádi z dětství ji popisovali jako „vůdčí osobnost“ a „knihomolku“. O tři roky později získala bakalářský titul na Yaleově univerzitě. Po ukončení studia vyučovala v rámci stipendia angličtinu a americké dějiny na Sunjatsenově univerzitě v čínském Kantonu. V roce 2010 získala titul Master of Philosophy v oboru dějiny raného novověku na Clare College.
V roce 2013 získala titul doktorka práv na Yaleově univerzitě, kde působila v redakcích několika revue. Její manžel ji označil za „brilantní“ a „mnohem úspěšnější než já“.
Díky svému indickému původu čelila rasistickým komentářům ze strany lidí zastávajících nadřazenost bílé rasy, včetně Nicka Fuentese a Jadena McNeila.

## Kariéra
V letech 2013–2015 působila jako asistentka obvodních soudců a poté mezi roky 2017 a 2018 jako asistentka předsedy Nejvyššího soudu Spojených států amerických Johna Robertse.
Od roku 2018 do roku 2024 pracovala v advokátní kanceláři Munger, Tolles & Olson, kde se zabývala občanskoprávními spory a případy týkajícími se vysokého školství a místní samosprávy. Z kanceláře odešla v červenci 2024, „aby se mohla soustředit na péči o rodinu“. Mezi její klienty patřily společnosti Paramount Pictures, Pacific Gas and Electric Company a divize The Walt Disney Company.

### Viceprezidentská kampaň J. D. Vance
V červenci 2024 se zúčastnila republikánského národního sjezdu, kde přednesla úvodní projev za svého manžela J. D. Vance. Od této doby je poradkyní svého manžela a často s ním jezdila na předvolební akce. Podle některých zdrojů pomáhala svému manželovi připravit se na viceprezidentskou debatu v roce 2024. J. D. Vance byl několika novináři z deníků The New York Times, The Wall Street Journal a Los Angeles Times prohlášen za vítěze debaty. 

## Druhá dáma Spojených států amerických
Funkce druhé dámy Spojených států se ujala 20. ledna 2025 poté, co její manžel složil přísahu jako viceprezident USA. Stala se tak první indickou Američankou, asijskou Američankou, hinduistkou a příslušnicí drávidského národa Telugů v této funkci.

## Soukromý život

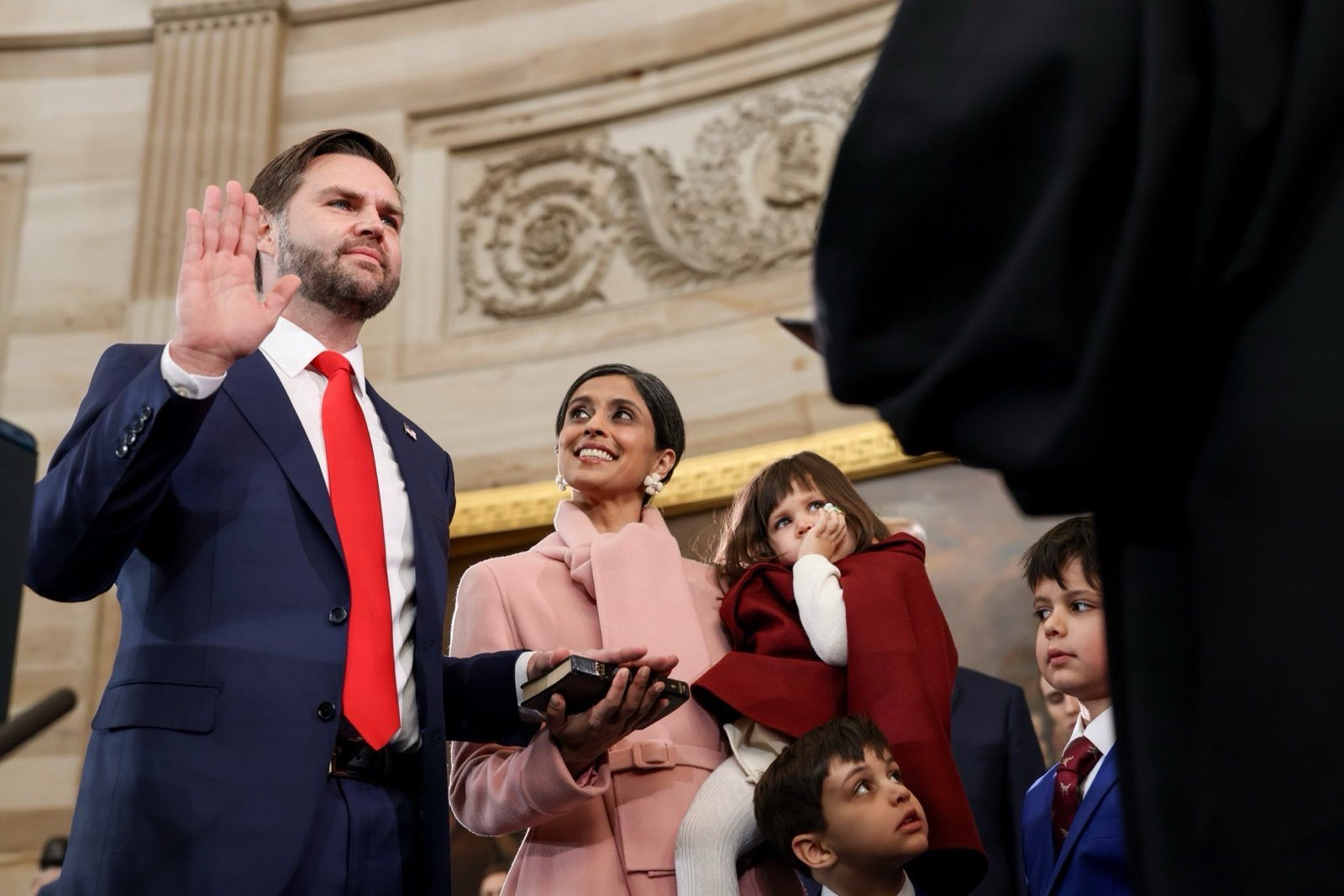
Usha Vanceová s manželem a dětmi dne 20. ledna 2025

Se svým budoucím manželem se seznámila během studia na Yaleově univerzitě.
V roce 2014 se vdala za J. D. Vance. Je praktikující hinduistkou, zatímco manžel je křesťan. Její manžel byl vychováván jako evangelík, avšak v roce 2019 konvertoval ke katolicismu. Společně mají tři děti a žijí v Cincinnati v Ohiu.
Je vegetariánka. Její rodiče patří do vyšší kasty telugských bráhmanů.

## Odraz v kultuře
- Ve filmu Americká elegie (2020) pojednávajícím o životě jejího manžela ji ztvárnila herečka Freida Pinto.[49]